# مورخستل
مورخستل (به هلندی: Moergestel) یک منطقهٔ مسکونی در هلند است که در اویسترویک واقع شده‌است. مورخستل ۵٫۹۵۹ نفر جمعیت دارد.